# اسلام‌آباد پایین (آق‌قلا)
اسلام‌آباد پایین، روستایی است از توابع بخش وشمگیر شهرستان آق‌قلا در استان گلستان ایران.

## جمعیت
این روستا در دهستان مزرعه شمالی قرار دارد و براساس سرشماری مرکز آمار ایران در سال ۱۳۸۵، جمعیت آن ۳۲۷ نفر (۶۰ خانوار) بوده‌است.